# Express (фреймворк)
Express.js, или просто Express — фреймворк web-приложений для Node.js, реализованный как свободное и открытое программное обеспечение под лицензией MIT. Он спроектирован для создания веб-приложений и API. Де-факто является стандартным каркасом для Node.js. Автор фреймворка, TJ Holowaychuk, описывает его как созданный на основе написанного на языке Ruby каркаса Sinatra, подразумевая, что он минималистичен и включает большое число подключаемых плагинов. Express может являться backend’ом для программного стека MEAN, вместе с базой данных MongoDB и каркасом Vue.js, React или AngularJS для frontend’а.